# Reda by Night
Reda by Night (inna nazwa: Reda Nocą) – drugi album studyjny zespołu Oddział Zamknięty, wydany w roku 1984, nakładem wydawnictwa Polton. 
Nagrania zrealizowano w studio Polskiego Radia w Szczecinie w dniach 30 marca – 10 kwietnia 1984 roku.
Początkowo album miał nosić nazwę Cuprum Nocą.

## Lista utworów
źródło:
Strona A
1. „Reda nocą” (muz. Krzysztof Zawadka) – 3:30
2. „Protekcji lekcja” (muz. Michał Coganianu, sł. Krzysztof Jaryczewski) – 2:45
3. „Peron” (muz. Wojciech Łuczaj-Pogorzelski, sł. Krzysztof Jaryczewski) – 3:55
4. „Pokusy” (muz. Marcin Ciempiel, sł. Krzysztof Jaryczewski) – 3:45
5. „Odlot” (muz. Michał Coganianu) – 1:20
6. „Bobby X” (muz. Krzysztof Zawadka, sł.Krzysztof Jaryczewski) – 3:30

Strona B
1. „Debiut” (muz. Wojciech Łuczaj-Pogorzelski, sł. Krzysztof Jaryczewski) – 5:15
2. „Kameleony żony” (muz. i sł. Wojciech Łuczaj-Pogorzelski) – 3:45
3. „Horror” (muz. i sł. Marcin Ciempiel) – 2:25
4. „Nazajutrz” (muz. Wojciech Łuczaj-Pogorzelski, sł. Krzysztof Jaryczewski) – 2:50
5. „To tylko pech” (muz. Krzysztof Zawadka, sł. Krzysztof Jaryczewski) – 3:15

## Twórcy
źródło:.
- Krzysztof Jaryczewski – śpiew
- Wojciech Łuczaj-Pogorzelski – gitara
- Krzysztof Zawadka – gitara
- Marcin Ciempiel – gitara basowa
- Michał Coganianu – perkusja

Personel
- Piotr Madziar, Przemysław Kućko, Przemysław Kucharski – realizatorzy dźwięku
- Dorota Zamolska – redaktor nagrania
- Andrzej Tyszko – projekt graficzny i foto